# Viti Levu-öarna
Viti Levu-öarna i Fiji består av ön Viti Levu och dess uteliggare, inklusive Bau, Beqa, Nukulau och Vatulele. Gruppen har en gemensam yta om 10 453 kvadratkilometer och en befolkning om 574 801 invånare enligt 1996 års folkräkning.
Flera ögrupper i närheten av Viti Levu, som Lomaiviti- och Yasawaöarna kan ses som uteliggare, men klassificeras oftast som egna ögrupper.